# TuneCore
TuneCore là một dịch vụ phân phối, xuất bản và cấp phép âm nhạc kỹ thuật số độc lập có trụ sở tại Brooklyn, New York được thành lập vào năm 2005. TuneCore phân phối âm nhạc thông qua các nhà bán lẻ trực tuyến như iTunes, Deezer, Spotify, Amazon Music, Google Play, Tidal,... TuneCore cũng cung cấp dịch vụ quản lý xuất bản âm nhạc, giúp các nhạc sĩ đăng ký sáng tác của họ và thu tiền bản quyền trên toàn thế giới.